# Zvornik
Zvornik (în sârbă Зворник, pronunțat [zʋɔ̌rniːk]) este un oraș din Bosnia și Herțegovina. Este situat în Republica Srpska, pe malul stâng al râului Drina. În 2013, avea o populație de 58.856 de locuitori.
Orașul Mali Zvornik („Micul Zvornik”) se află chiar dincolo de râul Drina, în Serbia. Kula Grad, un sat care face parte din comuna Zvornik, are un fort din Evul Mediu, cetatea Zvornik (Zvornička tvrđava / Зворничка тврђава), care a fost construit în secolul al XII-lea. Orașul medieval Zvornik numit „Đurđevgrad” sau „Kula Grad” a fost menționat pentru prima dată ca proprietate a familiei feudale medievale bosniace Zlatonosović în 1410, când regele maghiar Sigismund se afla în zonă.

## Istorie
Zvornik este menționat pentru prima dată în 1410, deși era cunoscut sub numele de Zvonik („Clopotniță”) în acea vreme. Loclizarea geografică a orașului a făcut din acesta o legătură comercială importantă între Bosnia și est. De exemplu, drumul principal care leagă Saraievo și Belgrad trece prin acest oraș. Fortul medieval cunoscut sub numele de Kula Grad a fost construit la începutul secolului al VII-lea și încă se află pe lanțul muntos Mlađevac, cu vedere spre Valea Drina.

### Stăpânire otomană
În perioada otomană, Zvornik a fost capitala Sangeacului Zvornik (o regiune administrativă) în Eyaletul Bosnia. A fost capitală datorită rolului crucial al orașului în economie și a importanței strategice a localizării orașului. Sangeacul Zvornik a fost unul dintre cele șase sangeacuri otomane cu cele mai dezvoltate construcții navale (pe lângă cele din Vidin, Nicopolis, Požega, Smederevo și Mohač). În 1806, în Zvornik a locuit Mehmed-beg Kulenović.

### Al Doilea Război Mondial
Trupele ustașe ale statului fascist independent al Croației au ocupat Zvornik, împreună cu cea mai mare parte a Bosniei, în aprilie 1941. Orașul a fost eliberat în iulie 1943 de Brigada 1 Proletară de Șoc (Прва пролетерска народноослободилачка ударна бригада / Prva proleterska narodnooslobodilačka udarna brigada) în timpul bătăliei de la Zvornik.

### Războiul Bosniac
În timpul Războiului Bosniac (1992–1995) populația bosniacă din Zvornik a fost expulzată. Atacul militar al grupărilor paramilitare care au venit din Serbia asupra bosniacilor din Zvornik a început la 8 aprilie 1992. În aprilie 1992, multe posturi de știri europene au raportat zilnic atacuri armate sârbe și ucideri în masă ale populației bosniace din Zvornik și în satele din jur.
La 19 mai 1992, Armata Populară Iugoslavă combinată, paramilitari sârbi și Tigrii lui Arkan au preluat controlul asupra orașelor Zvornik și Mali Zvornik⁠(d). Suburbiile Karakaj⁠(d) și Čelopek erau locuri cu închisori unde au fost uciși sute de bosniaci locali. Ceilalți bosniaci și non-sârbi rămași au fost duși în lagăre de concentrare și centre de detenție din întreaga zonă. În timpul războiului, forțele sârbe au distrus moscheile în și din jurul orașului.

## Așezări
Pe lângă zona propriu-zisă a orașului Zvornik, comuna cuprinde următoarele așezări:

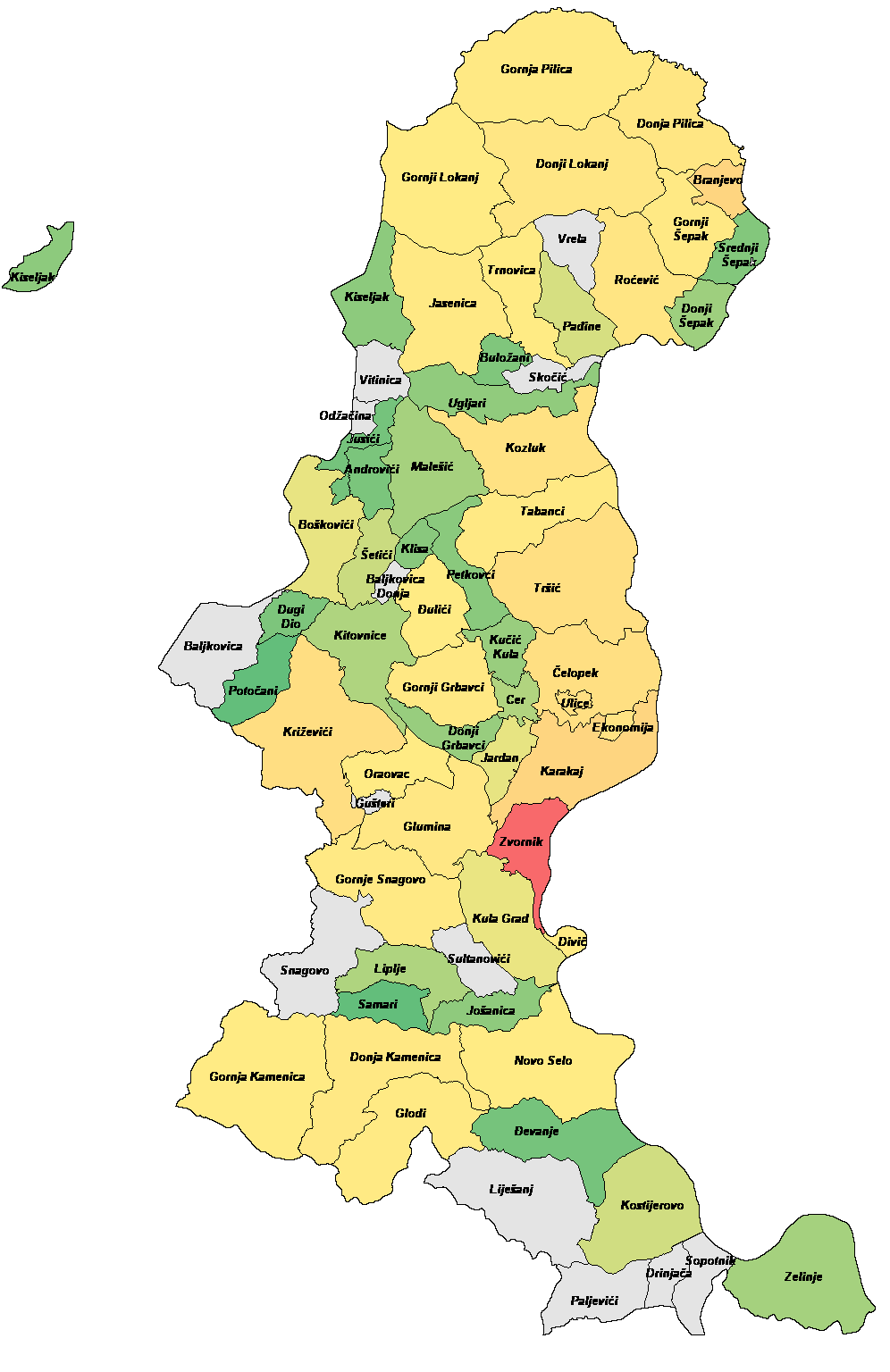
Comuna Zvornik după populație proporțional cu așezarea cu cea mai mare și cea mai mică populație

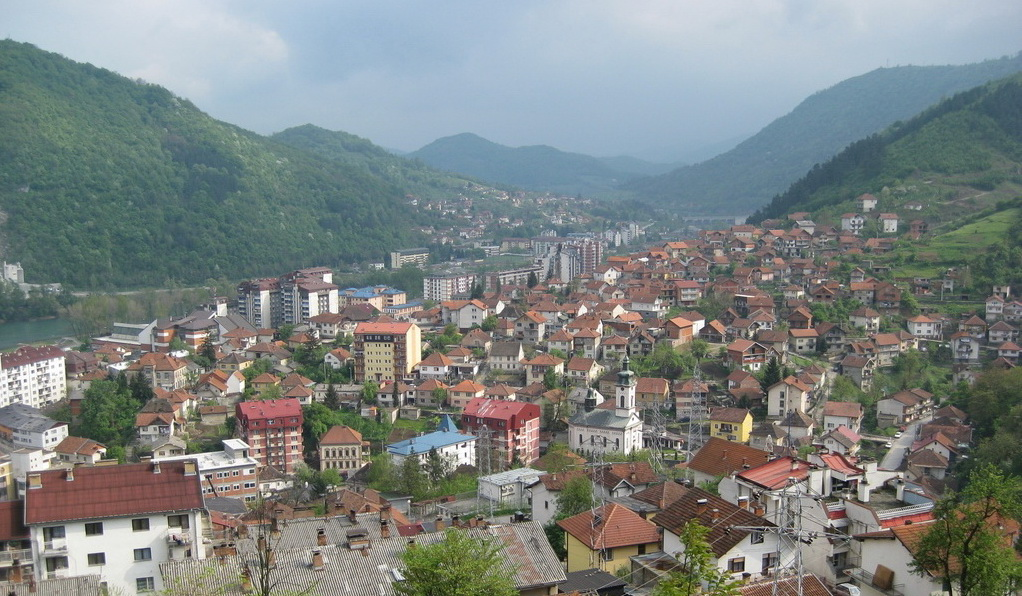
Peisajul orașului Zvornik

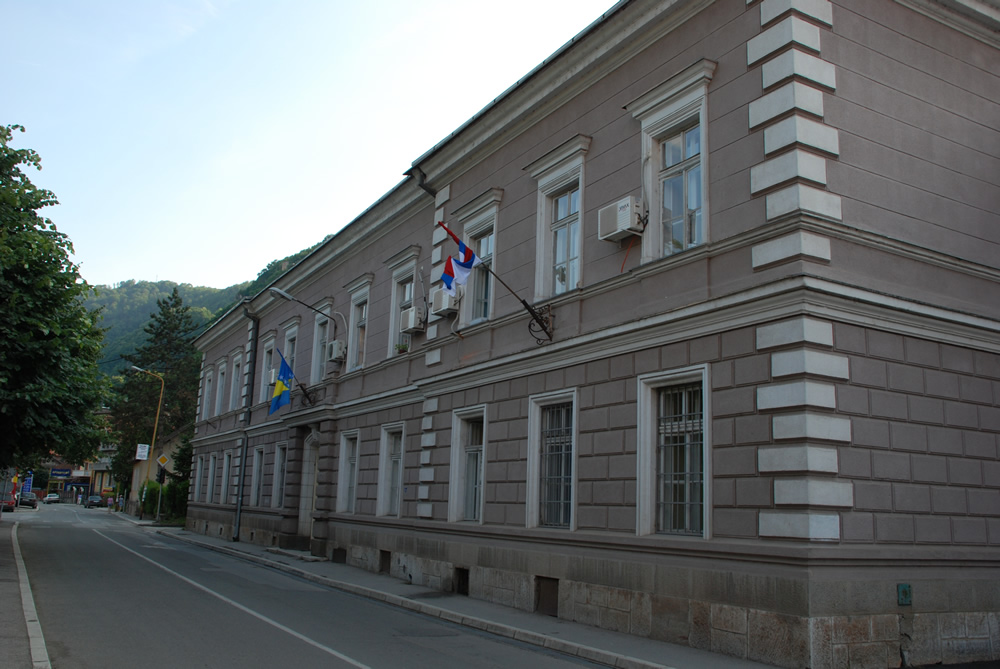
Clădirea primăriei

- Androvići
- Baljkovica⁠(d)
- Baljkovica Donja
- Boškovići
- Buložani
- Čelopek⁠(d)
- Cer
- Divič⁠(d)
- Donja Pilica
- Donji Lokanj
- Drinjača⁠(d)
- Dugi Dio
- Đevanje
- Đulići⁠(d)
- Glodi
- Glumina
- Goduš⁠(d)
- Gornja Pilica
- Gornji Lokanj⁠(d)
- Grbavci Donji
- Grbavci Gornji
- Gušteri
- Jardan
- Jasenica
- Jusići
- Kamenica Donja
- Kamenica Gornja
- Kiseljak
- Kitovnice
- Klisa
- Kostijerevo
- Kozluk⁠(d)
- Kraljevići⁠(d)
- Križevići
- Kučić Kula
- Kula Grad
- Liješanj
- Liplje⁠(d)
- Malešići
- Marčići
- Međeđa
- Mehmedići
- Nezuk⁠(d)
- Novo Selo
- Pađine⁠(d)
- Paljevići
- Petkovci
- Potočani
- Rastošnica⁠(d)
- Roćević
- Rožanj
- Sapna⁠(d)
- Skočić
- Snagovo⁠(d)
- Snagovo Donje
- Snagovo Gornje
- Sopotnik
- Šepak Donji
- Šepak Gornji
- Šetići
- Tabanci
- Trnovica
- Tršić
- Ugljari
- Vitinica
- Vrela
- Zaseok
- Zelinje⁠(d)

## Cultură

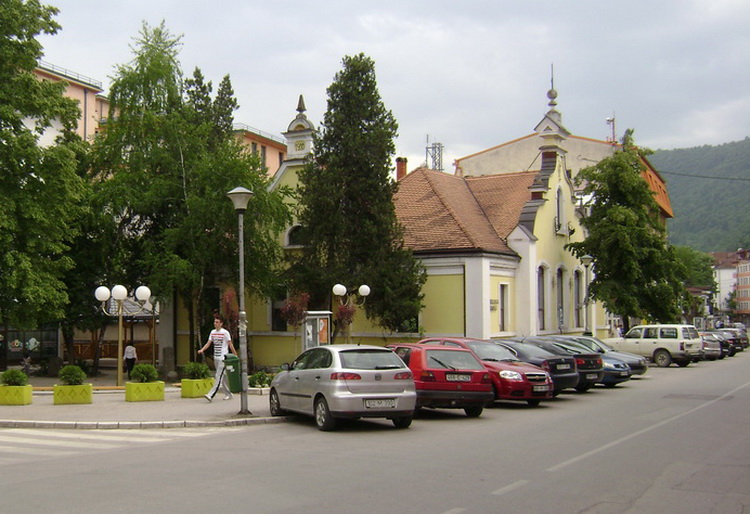
Muzeul și biblioteca orașului

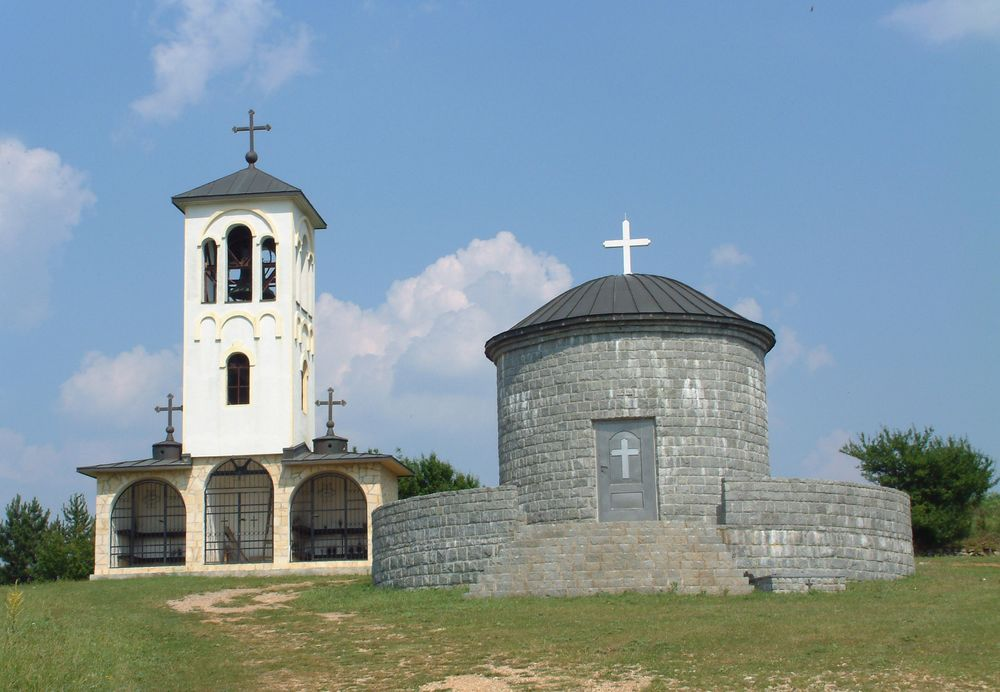
Biserica Sfânta Petka

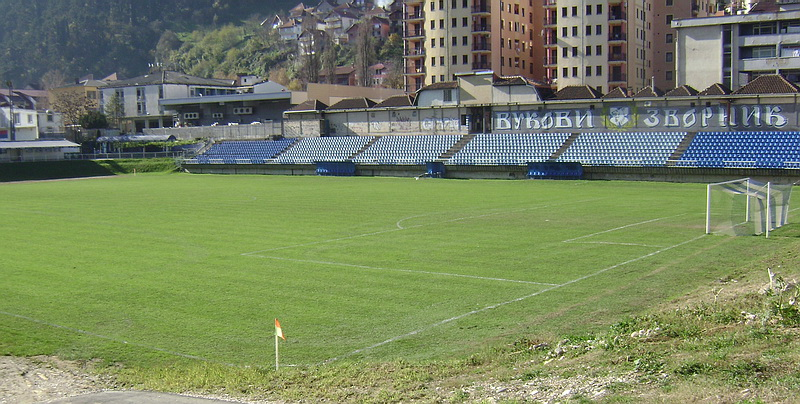
Stadionul orașului

Vara culturală din Zvornik (Zvorničko kulturno ljeto) este un eveniment anual care se desfășoară în prima săptămână a lunii august, de obicei timp de șase zile. Obiectivul său principal este de a deveni un eveniment cultural tradițional care va deschide porțile orașului Zvornik pentru valorile culturale recunoscute.
Festivalul a avut loc pentru prima dată în august 2001 ca un eveniment local și a devenit unul dintre cele mai mari festivaluri din Balcani.
În 2007, cântăreți celebri precum Neda Ukraden și Sandi Cenov⁠(d) au participat, dar în 2008 la acest festival au participat unele dintre cele mai notabile vedete din fosta Iugoslavie, precum Željko Joksimović, Hari Mata Hari, Van Gogh și Marinko Rokvić⁠(d). Există, de asemenea, o regata (întrecere cu bărci) pe râul Drina, un maraton distractiv și multe evenimente culturale și competiții în timpul zilei și nopții.

## Cooperare internațională
Zvornik este înfrățit cu:
- Sremska Mitrovica, Serbia[11]

Alte prietenii și cooperări, protocoale, memorandumuri:
- Kolciugino, Russia[12]

## Sport
Cluburile locale de fotbal, FK Drina Zvornik și ŽFK Drina Zvornik, joacă în Prima Liga a Republicii Srpska. Membrii primei ligi a Republicii Srpska sunt, de asemenea, cluburile de volei și handbal din Zvornik.

## Persoane notabile
- Nada Obrić⁠(d) (n. 1948), cântăreață;
- Borisav Pisić⁠(d) (n. 1949), atlet;
- Adrian Sarajlija (n. 1976), scriitor, medic;
- Samir Muratović⁠(d) (n. 1976), fotbalist;
- Goran Ikonić⁠(d) (n. 1980), jucător de baschet;
- Seka Aleksić (n. 1981), cântăreață;
- Rade Đokić⁠(d) (n. 1983), fotbalist;
- Sejad Salihović⁠(d) (n. 1984), fotbalist
- Denis Omerbegović⁠(d) (n. 1986), fotbalist;
- Zlatko Junuzović (n. 1987), fotbalist austriac;
- Amer Hrustanović⁠(d) (n. 1988), luptător sportiv, medaliat european;
- Said Husejinović⁠(d) (n. 1988), fotbalist;
- Ermin Bičakčić⁠(d) (n. 1990), fotbalist.